# Impôt minimum
L'impôt minimum (aussi appelé impôt plancher) est une mesure fiscale visant à éviter qu'un contribuable échappe à toute imposition grâce à l'usage de niches fiscales.
De nombreux pays ont mis en place de tels mécanismes, principalement pour l'impôt sur les sociétés et l'impôt sur le revenu.
L'impôt minimum ne doit pas être confondu avec le prélèvement forfaitaire, c'est-à-dire l'Impôt à taux unique plus connu sous le nom anglophone de flat tax. Alors que la flat tax dispose que tous les revenus sont taxés au même taux (par exemple 10%), l'impôt minimum dispose que si en comparant les revenus et les impôts effectivement déboursés le taux minimum n'est pas atteint (par exemple 15%) alors la différence doit être versée.

## Historique
De nombreux scandales fiscaux émaillent l'histoire contemporaine, ayant pour conséquence que les citoyens réclament de lutter contre les paradis fiscaux (bien que nombre de citoyens pratiquent l'évasion fiscale). Par exemple UBS (2008), Offshore Leaks (2013), Luxembourg Leaks (2014) et Swiss Leaks (2015), les Panama Papers en 2016.
Dès 2002 certains paradis fiscaux situés en dehors de toute « juridiction » (n'étant ni un état ni un territoire d'outre-mer) coopèrent avec l'OCDE, c'est le cas de Jersey et Guernesey. Dès lors il ne subsiste que 3 rares entités en dehors de tout système international pratiquant le zéro impôt : 2 sont russophones, Crimée et Transnistrie ;  1 est liée à la Chine, Corée du Nord ; les autres territoires pratiquant le zéro impôt sont des nations reconnues internationalement (certains émirats arabo-persiques ainsi que Brunei).
Lors du sommet du G20 Finances de juillet 2021, la ministre des finances des États-Unis Janet Yellen a qualifié cette tendance de « course descendante », une description imagée rappelant la « course à l'armement » qui avait précédé aux accords de non-prolifération nucléaire.
Rien qu'aux États-Unis, sur les 50 états, 5 sont des paradis fiscaux (Alaska, Dakota du Sud, Delaware, Nevada et Wyoming) et d'autres sont des paradis fiscaux pour certaines industries ciblées (comme le cinéma en Géorgie). Le Delaware est réputé pour compter plus de sociétés offshore que d'habitants. Par définition il s'agit de sociétés sans activité locale.
En 2016, le Delaware produisait 0,5% de PIB américain mais exonérait d'impôt 43% du PIB américain (en chiffre d'affaires). Les autres états y voient un manque à gagner, en particulier pendant la pandémie de Covid.
En juillet 2021, un impôt minimum mondial est défini pour les grandes sociétés par le G7. Cet impôt vise à collecter les impôts là où se font les bénéfices et à éviter un usage abusif des paradis fiscaux.
Cependant l'accord ne peut entrer en vigueur au-delà du G7, car au niveau mondial 130 pays s'accordent mais 9 pays s'y opposent, dont le plus riche est l'Irlande. Selon le premier ministre irlandais les paradis fiscaux sont des victimes et non des siphonneurs : « Il faut permettre à un petit pays excentré comme le mien, qui ne peut user des arguments des grandes puissances économiques, de jouer sur la concurrence fiscale. »,
Seulement 4 jours après la publication des Pandora Papers, l'Irlande jette l'éponge et signe l'accord après avoir obtenu d'importantes concessions : le taux de 15% ne sera jamais augmenté sans négocier un nouvel accord ; de nombreuses exonérations permettent de maintenir certaines impositions en-dessous des 15%,. Dans les heures qui suivent l'Estonie et la Hongrie signent elles aussi l'accord.
En décembre 2022, l'Union européenne se met d'accord sur cet impôt sur les sociétés de 15 %, après l'accord de la Hongrie et de la Pologne sur cette question qui nécessite l'unanimité pour être intégré au droit communautaire.

## Limites
On peut craindre que les niches fiscales soient moins utilisées (exemple promotion immobilière outre-mer), mais rien indique que ce serait le cas car les niches ne disparaissent pas et permettent d'être imposé au taux minimum (exemple 15%) plutôt qu'au taux progressif plus élevé (exemple 25%).
La principale limite concernant un taux est le calcul de l'assiette, c'est-à-dire qu'est-ce qui est imposé ? Généralement uniquement les bénéfices, mais divers mécanismes comme des emprunts permettent de couvrir les bénéfices en les considérant comme des dépenses d’investissement. Dès lors l'entreprise qui ne paye aucun impôt peut arguer que c'est parce qu'elle n'a aucun bénéfice, et que zéro fois le taux minimum (15%) est égal à zéro.
Divers remboursements et subventions permettent de compenser l'impôt.
Classiquement dans certains pays les hausses d'impôts n'interviennent que 10 ans après leur annonce (exemple 2032 pour une ratification en 2022).
L'accord ne porte que sur les sociétés engendrant plus de 750 millions d'euros de chiffre d'affaires annuel (890 millions de dollars).